# Macrocystis pyrifera
Macrocystis pyrifera (ook wel reuzenkelp genoemd) is de enige kelpsoort uit de familie Laminariaceae en de orde Laminariales. De soort komt voor langs de oostelijke Grote Oceaan van Baja California noordwaarts tot aan Zuidoost-Alaska. Verder wordt de soort ook aangetroffen rondom het zuidelijke deel van Zuid-Amerika, Zuid-Afrika, Australië en Nieuw-Zeeland.
Met een lengte tot 45 meter is het de grootste van alle bruinwieren en tevens het grootste permanente (benthische) zeewier. De gigantische kelp is wijdverspreid aan de Pacifische kust van Noord-Amerika, evenals aan de zeekusten van het zuidelijk halfrond. Daar vormt het productieve kelpbossen. De reuzenkelp is van economisch belang voor de productie van alginaten.

## Beschrijving
De sporofyt van het gigantische zeewier is een groot, licht tot donkerbruin zeewier dat wel 45 meter lang kan worden. Het thallus is verdeeld in een adhesief orgaan (rhizoïde), stengel en bladachtige phylloïden. De sterk vertakte, wortelachtige rhizoïde verankert het aan de rotsachtige ondergrond. De rechtopstaande, zeer lange stengel is twee tot vier keer gevorkt bij de basis en draagt de phylloïden met regelmatige tussenpozen aan één kant. Deze hebben een met gas gevulde blaas (pneumatocyst) op de bladsteel, die het zeewier rechtop in het water houdt. De min of meer peervormige zwemblazen gaven de soortnaam pyrifera (= peervormig). De phylloïden zijn ongedeeld, tot 80 cm lang, breed lancetvormig tot smal tongvormig, met een gerimpeld, gerimpeld of blaren oppervlak en een gekartelde rand. Nieuwe bladorganen worden gevormd aan het uiteinde van het thallus door longitudinaal te splitsen. Het zeewier kan vijf tot tien centimeter per dag groeien.
Bladachtige sporofyllen die sporangia dragen die in groepen zijn gerangschikt (sori) ontwikkelen zich op kortere stengels aan de basis. Elk sporangium geeft 32 haploïde sporen met twee flagellen af in het water, die met de stroom worden verplaatst. Ze nestelen zich op een geschikt oppervlak en ontkiemen tot microscopisch kleine, mannelijke of vrouwelijke gametofyten. Deze vormen eicellen of sperma. Met behulp van het feromoon lamoxireen vinden de zaadcellen hun weg naar de eicellen. Uit de bevruchte eicel groeit weer een groot zeewier (sporofyt).

## Voorkomen en ecologie
De reuzenkelp komt voor in koude tot warme zeeën. Het verspreidingsgebied omvat de Pacifische kust van Noord-Amerika van Alaska tot Californië, Zuid-Amerika, Atlantische eilanden (Gough Island, Tristan da Cunha, Canarische eilanden), Zuid-Afrika, de Indische Oceaan, Australië en Nieuw-Zeeland, de Antarctische en sub-Antarctische eilanden. Het groeit nabij de kust onder de laagwaterlijn, meestal in 6-20 meter waterdiepte, in zeer helder water zelden tot 80 meter waterdiepte. De reuzenkelp kan ook voorkomen in de getijdenzone, waar de populaties meestal alleen vegetatieve voortplanting vertonen. De reuzenkelp is een essentieel element van veel kelpbossen, die buitengewoon productieve habitats zijn voor talloze zeedieren. In de gigantische kelpbossen voor de kust van Californië leven de sporofyten lang en vormen ze uitgebreide luifels onder het wateroppervlak, die de ondergrond in de schaduw stellen. Ze planten zich hier ook overvloedig voort. De meeste gigantische kelppopulaties in de wereld zijn echter meestal veranderende, smallere kelpbosranden, waarvan de nakomelingen vaak van grotere afstand komen. Op hogere breedtegraden verloopt de groei van de sporofyten in een seizoensritme en is afhankelijk van zonnestraling. Op lage breedtegraden wordt het echter vooral bepaald door de beschikbaarheid van voedingsstoffen.

## Systematiek
Het werd voor het eerst beschreven in 1771 door Carl von Linné onder de naam Fucus pyrifer. Carl Adolph Agardh plaatste de soort in het geslacht Macrocystis in 1820. De reuzenkelp werd eerder toegewezen aan de familie Lessoniaceae, maar volgens moleculair genetisch onderzoek behoort hij tot de familie Laminariaceae. De taxonomie van het geslacht Macrocystis is al lang omstreden. Er zijn meer dan 17 soorten beschreven, die zouden moeten verschillen in het uiterlijk van blad- en hechtorganen. Vier soorten ervan zijn al lang erkend. Na morfologisch en moleculair genetisch onderzoek bleek in 2010 dat het wereldwijd voorkomen een enkele soort is, dus het geslacht Macrocystis is monotypisch. Synoniemen zijn Fucus giganteus Gaudichaud, Fucus pyrifer L., Laminaria pyrifera (L.) JV Lamouroux, Macrocystis angustifolia Bory de Saint-Vincent, Macrocystis communis Bory de Saint-Vincent, Macrocystis pyrifera var. Humboldtii Bonpland, Macrocystis humplandtii C. Agardh, Macrocystis integrifolia Bory de Saint-Vincent, Macrocystis laevis CHHay., Macrocystis latifolia Bory de Saint-Vincent, Macrocystis pyrifera var. Longibullata Reinsch, Macrocystis pyrifera var. Luxurians JDHooker & Harvey, Macrocystis luxurians (JDHooker) Agardh, Macrocystis orbigniana Montagne, Macrocystis pelagica Areschoug, Macrocystis planicaulis C. Agardh en Macrocystis tenuifolia Postels & Ruprecht.

## Gebruik
De reuzenkelp wordt in veel landen gebruikt om alginaten te verkrijgen, die onder meer in de voedingsindustrie worden gebruikt. Hiervoor worden de zeewiervoorraden geoogst met trawlers. De jaarlijkse opbrengst bereikte 150.000 ton versgewicht voor de kust van Californië. De reuzenkelp wordt ook gebruikt als voedsel voor culturen van zeeslakken (zeeoren).